# Bacelarella
Bacelarella Berland & Millot, 1941 è un genere di ragni appartenente alla famiglia Salticidae.

## Distribuzione
Le 7 specie oggi note di questo genere sono diffuse nell'Africa occidentale e centrale: da notare che ben 6 specie su 7 sono endemiche della Costa d'Avorio.

## Tassonomia
A dicembre 2010, si compone di sette specie:
- Bacelarella conjugans Szűts & Jocqué, 2001 — Costa d'Avorio
- Bacelarella dracula Szűts & Jocqué, 2001 — Costa d'Avorio
- Bacelarella fradei Berland & Millot, 1941[2] — Africa occidentale, Congo, Malawi
- Bacelarella iactans Szűts & Jocqué, 2001 — Costa d'Avorio
- Bacelarella pavida Szűts & Jocqué, 2001 — Costa d'Avorio
- Bacelarella tanohi Szűts & Jocqué, 2001 — Costa d'Avorio
- Bacelarella tentativa Szűts & Jocqué, 2001 — Costa d'Avorio